# تل عاكولة
تل عاكولة قرية سوريّة تتبع إداريّاً لمحافظة حلب منطقة منبج ناحية خفسة، بلغ تعداد سكانها (849) نسمة حسب التعداد السكاني لعام 2004.